# VF Corporation
VF Corporation es una empresa estadounidense de ropa y calzado fundada en el año 1899 y con sede en Greensboro, Carolina del Norte. La compañía controla el 55% del mercado de mochilas de Estados Unidos, marcas destacadas como Jansport, Eastpak, Timberland y North Face.

## Historia
La compañía fue fundada como Reading Glove and Mitten Manufacturing Company en Pensilvania en octubre de 1899 por el ingeniero John Barbey y un grupo de inversores estadounidenses.[cita requerida] El 4 de diciembre de 1899 VF empezó a fabricar ropa interior acompañada por un cambio de nombre a Vanity Fair Mills.
Lee fue adquirida por la compañía en 1969 y el nombre corporativo fue cambiado a VF Corporation para reflejar la línea de productos más diversa. En 1970, fue la sugerencia de Lee, entonces presidente de VF Corporation la que estableció el negocio de VF Outlet en el sentido resultando un fracaso total de que los excedentes de productos de VF, como Berkshire International y Vanity Fair, se vendieron al público en una fábrica de 5,000 pies cuadrados, con solo un paño de la gota que lo separa de las instalaciones de fabricación de la empresa.
Blue Bell propietaria de marcas como Wrangler y JanSport fueron adquirida en 1986, duplicando efectivamente el tamaño de VF y convirtiéndola en la mayor empresa de ropa pública. En 1998 VF movió su sede a Greensboro, Carolina del Norte.
En el año 2011, VF Corporation anunció su intención de comprar Timberland por $ 2.2 mil millones el acuerdo se cerró en septiembre de 2011. El 21 de diciembre de 2012, VF Imagewear recibió un contrato multimillonario para proporcionar uniformes e insignias a los oficiales de Aduanas y Protección de Fronteras. En febrero de 2013, VF Imagewear recibió un contrato de $ 50 millones para fabricar uniformes para los funcionarios de la Administración de Seguridad del Transporte.
En 2015, la Comisión Tributaria Regional de Lombardía condenó a VF Corporation Europe (con sede en Bélgica) a pagar más de 750 mil euros por el impago de Ires e Irap en los años 2001 a 2009, con multas e intereses De impago, el total alcanza los 2 millones de euros, en primera instancia, la compañía ganó el caso contra la Agencia de Ingresos.

## Productos
Más de treinta marcas pertenecen al grupo, y se dividen en cuatro líneas de producción: Outdoor & Action Sports, Jeanswear, Imagewear, Sportswear. Hasta 2016 también hubo una quinta línea, llamada Contemporary (marcas Ella Mos y Splendid), pero vendió ese año junto con 7 For All Mankind a un grupo israelí. 
Las marcas más importantes en términos de facturación son Vans, The North Face, Timberland, Wrangler, Lee.

### Jeanswear
- Lee (comprado en 1969)
- Wrangler (comprado en 1986)
- Rock & Republic (comprado en 2011)
- Rider por Lee

### Imagewear
- Red Kap (adquirido en 1986)
- Bulwark
- Dickies (adquirido en 2017)
- Horace Small
- Kodiak
- Terra
- Walls
- Worksite

### Outdoor & action sports
- JanSport (adquirido en 1986)
- Eastpak (adquirido en 2000)
- Kipling Europe (adquirido en 2004)
- Napapijri (adquirido en 2004)
- Eagle Creek (adquirido en 2007)
- Lucy (adquirido en 2007)
- SmartWool (aadquirido en  2011)
- Timberland (adquirido en 2011)
- The North Face
- Vans

### Sportswear
- Nautica (adquirida en 2003)